# Myasishchev VM-T
Il VM-T Atlant era un aereo per il trasporto di carichi di grande dimensione realizzato in Unione Sovietica nell'ambito del programma Buran. Derivato dal bombardiere Myasishchev M-4, è stato ritirato dal servizio nel 1989.

## Sviluppo
Il requisito per un aereo in grado di trasportare carichi di grandi dimensioni venne emesso nel 1978, nell'ambito dell'ambizioso programma Buran. L'esigenza era quella di movimentare per via aerea i grandi componenti della navetta spaziale sovietica. Nello specifico, i requisiti erano i seguenti:
- capacità di trasportare quattro tipi di carichi (il muso del Buran, il secondo modulo ed il serbatoio del vettore Energiya, e la navetta vera e propria);
- un payload (carico utile) nell'ordine delle 40 tonnellate, con un diametro di otto metri.

In risposta a tale specifica, Myasishchev, responsabile dell'ufficio tecnico omonimo, decise di utilizzare la fusoliera del riuscito bombardiere Myasishchev M-4, che all'epoca era utilizzato come aereo per il rifornimento in volo (versione 3M). Le modifiche previste avrebbero riguardato, fondamentalmente, l'installazione di supporti per trasportare carichi esterni di grandi dimensioni (non sistemabili internamente alla fusoliera) sul dorso della fusoliera. Il nome del progetto era 3M-T.
Mentre il progetto veniva portato avanti, furono consegnati al SibNIA (Istituto di Ricerca Statale Siberiano) tre aerei M-4, che avrebbero dovuto essere modificati per il nuovo impiego. Su questi tre velivoli vennero effettuati tutta una serie di controlli strutturali, in modo da verificare la compatibilità della cellula al nuovo utilizzo. Concluse le verifiche, i tre aerei vennero sottoposti ad una revisione zero-ore, che riguardò anche la sostituzione dell'impianto propulsivo con uno più potente.
Il primo esemplare, senza carichi esterni, volò per la prima volta il 29 aprile 1981. In questo periodo, l'aereo era stato chiamato VM-T Atlant in onore di Myasishchev, morto pochi anni prima. Il primo volo con il carico esterno ebbe luogo il 6 gennaio 1982.
Complessivamente, ne vennero allestiti tre esemplari: uno utilizzato esclusivamente per le prove statiche a terra, e gli altri due volanti. I due aerei ricevettero le matricole civili RF-01502 ed RF 01402.

## Tecnica
Dal punto di vista tecnico, fu necessario superare parecchi problemi, legati soprattutto all'enorme resistenza aerodinamica prodotta dai grandi carichi sul dorso. In particolare, si trattava di trasportare carichi che erano il doppio del diametro della fusoliera. Tali problemi vennero risolti grazie ad una serie di modifiche di tipo strutturale. La fusoliera venne allungata di 7 metri, e furono montati nuovi piani di coda a doppia deriva verticale.
Gli enormi carichi erano fissati sul dorso grazie a ben quattordici punti di attacco, che consentivano di trasportare con successo tutti i quattro tipi di carichi previsti. Le componenti venivano sistemate sulla fusoliera grazie ad una serie di gigantesche strutture, costruite presso i centri di produzione.
L'impianto propulsivo era costituito da quattro VD-7M, originariamente progettati per i Tu-22, che avevano postbruciatori ed ugelli variabili (e quindi prestazioni in generale superiori rispetto ai motori “di serie” degli M-4).
Notevoli furono le modifiche anche alla strumentazione elettronica: in particolare, i due aerei ricevettero un nuovo impianto di controllo del volo, probabilmente per cercare di favorirne il pilotaggio.

## Utilizzo
Gli Atlant entrarono i servizio nel 1982. Nonostante le forti penalizzazioni aerodinamiche, con le conseguenti difficoltà di pilotaggio, si rivelarono aerei riusciti, che compirono con successo ben 150 voli dai centri di produzione di componenti spaziali al cosmodromo di Baikonur.
Entrambi gli aerei vennero ritirati dal servizio nel 1989, quando entrò in linea il loro successore, l'enorme Antonov An-225.